# Nediam Vargas
Nediam Vargas Arteaga (née le 5 septembre 1994) est une athlète vénézuélienne, spécialiste du sprint.
Elle devient double championne d'Amérique du Sud en 2015. Son meilleur temps est de 11 s 43 à Xalapa le 25 novembre 2014. Malgré un vent défavorable de 1,0 m/s, elle remporte le titre de championne d'Amérique du Sud en 11 s 45 en juin 2015 à Lima.